# Ouvriérisme
 (novembre 2024).
Améliorez-le ou discutez des points à vérifier. 
L'ouvriérisme est la participation des ouvriers dans leur ensemble ou en tant que classe, qu'elle soit vue comme plus ou moins déterminante ou tout au moins d'une quelconque façon attendue de leur part, à l'action politique et aux stratégies de transformation sociale.

## Ouvriérisme au sens méthodologique du terme

### Définition des ouvriers au fil du temps
Les travaux de Jean-Michel Chapoulie, professeur de sociologie de l'éducation à l'Université Paris 1 ont montré que la sociologie en France a pendant « longtemps été marquée par un fort ouvriérisme », des années 1950 jusqu'aux années 1970, approche consistant à tenter de définir une sorte de « frontière nette entre ouvriers d’une part, employés et indépendants de l’autre ». Un peu après est apparue une « sociologie des classes populaires », en réaction à cet ouvriérisme au sens méthodologique du terme.
Dès 1970, dans le livre La Culture du pauvre la traduction en français, complétée d'une analyse par le sociologue Jean-Claude Passeron, d’un ouvrage du britannique Richard Hoggart paru en 1957, a concrétisé cette nouvelle approche, qui estime nécessaire de regrouper les ouvriers et employés dans une même catégorie relativement homogène, les "classes populaires".
Cette nouvelle approche a souligné la diversité interne à l'univers ouvrier, et sa proximité avec une partie du monde des employés. Le sociologue Pierre Bourdieu a pour sa part établie les liens entre ouvriers et petits paysans en 1979 . « La progression de l'activité des femmes, mises en évidence au milieu des années 1960 » n'a débouché cependant qu'un quart de siècle plus tard sur des publications statistiques de l'INSEE abandonnant leur orientation ouvriériste et industrielle et acceptant d'accorder « davantage d'importance à la pénibilité des emplois de service, majoritairement occupé par des femmes » tandis que le monde ouvrier n’apparaissait plus marqué par les distinguo entre hommes et femmes, selon la matière travaillée (métaux pour les hommes, textiles pour les femmes).
À partir de la décennie 1990, les sociologues ont par ailleurs assisté au déclin de la classe ouvrière traditionnelle en raison de la crise industrielle générant du chômage et au même moment  à l'apparition de nouveaux emplois de service peu qualifiés, ce qui a rendu selon certains d'entre eux moins étroits les liens de solidarité ouvrière, y compris au sein des familles.
En Angleterre aussi, selon les sociologues, la numérisation et la tertiarisation du travail « a contribué à l'émergence d'un nouveau type de classe ouvrière, employée non plus dans les usines d'antan mais dans des emplois de service » tandis que « l'ascenseur social ne fonctionne plus » pour les classes populaires dans leur ensemble.
Aux États-Unis, l'analyse de l'activiste Tamara Draut a en 2016. fait émerger l'image des 
« nouveaux travailleurs qui ne travaillent plus à l’usine, mais dans les secteurs de service de proximité », dans des métiers ne consistant pas à  « fabriquer des choses », faciles à délocaliser, automatiser ou numériser, mais le plus souvent à « prendre soin des gens et de les servir », dans les crèches, les hôpitaux, les magasins ou les cuisines, et moins exposés aux délocalisations mais avec des salaires bas, horaires décalés, et conventions collectives protégeant peu des travailleurs, qui sont le plus souvent« invisibles pour les pouvoirs publics » faute de parvenir à se syndiquer.
En France, le film de François Ruffin, Debout les femmes !, consacré aux femmes invisibles qui s'occupent des « populations fragiles que sont les malades et les personnes âgées » a amené la presse à s'intéresser à ces « ouvrières de la solidarité humaine », au point que l'un des protagonistes du film, Bruno Bonnell, député LREM, évoque dans le film ses doutes sur leur présentation comme de nouvelles héroïnes de classe, à l'image des cheminots résistants durant la Seconde Guerre mondiale, qui avaient été célébrés en 1946 par le film "La Bataille du rail". Le film s'achève par une scène où ces « ouvrières du soin », popularisées aussi par le crise du Covid, occupent entièrement les bancs d'une assemblée nationale plus proche sociologiquement de celle de 1946 que de celle de 2021, posant aussi la question de la représentation politique de la classe ouvrière.
Dans les années 2010, les enquêtes sociologiques ont mis en lumière trois grandes tendances du « rapprochement entre ouvriers et employés » , au sein d'un ensemble nommé de façon plus cohérente « classes populaires » par les sociologues, et de leur position affaiblie dans la société, concernant aussi  bien leur situation dans l'entreprise, que « les perspectives de mobilité sociale et les alliances conjugales ».

### Représentation sociale et politique
À partir du milieu des années 2000, puis dans les années 2010, les « classes populaires » apparaissent plus éloignées de la politique institutionnelle, tendance qui « s’est nettement renforcée par rapport aux années 1970 », l’abstention se traduisant par des « votes intermittents parmi les ouvriers et les employés », conjointement au « recul de leur représentation parmi les dirigeants politiques, les élus et les militants »
Jean Lassalle et Caroline Fiat étaient après l'élection législative de 2017 les deux seuls députés ayant exercé la profession d'ouvriers, sur un total d'environ 600. Jean Lassalle, député non-inscrit des Pyrénées, est un ancien ouvrier agricole, et Caroline Fiat, députée La France insoumise de Lorraine, exerçait un emploi d’aide-soignante dans un EHPAD « correspondant au statut d’ouvrier qualifié ». Par ailleurs, selon les données de l'Institut Diderot, 4,6 % seulement des députés se déclarent employés.
C'est en 2007, avec plus que 3 députés ex-ouvriers, que le niveau de représentation des classes populaires était une première fois tombé au plus bas depuis 1885, à l'opposé des « pics » enregistrés lors du Front populaire de 1936 et de la Libération de la France de 1945, du fait de la percée du Parti communiste français (PCF), grand bénéficiaire de l’instauration de la représentation proportionnelle et d'un score de 28% aux élections législatives de novembre 1946 puis 25,6 % aux législatives de 1951, ne passant sous les 20 % que lors des années 1980.
L'assemblée nationale comptait 89 députés anciens ouvriers ou employés en 1936 soit un élu sur sept et ce chiffre était monté à 98 en 1945, soit un député sur quatre.

### Rémunération parlementaire et salaire ouvrier
Les élus PCF comportaient dans les années 1940, 1950, 1960 et 1970 une part majoritaire d'ouvriers, qui reversaient une large partie de leur indemnité parlementaire à leur parti, ne gardant qu'un salaire égal à celui «d'un ouvrier qualifié». «Un député ou sénateur ne devait pas toucher plus qu'un dirigeant du parti, et le salaire d'un dirigeant ne devait pas dépasser celui d'un ouvrier qualifié», a indiqué à Libération le trésorier du PCF Jean-Louis Le Moing, qui a affirmé que dans les années 2010 « aucun cadre exécutif du parti ne touche plus de 3000 euros nets par mois », montant supérieur au salaire d'un ouvrier qualifié, la règle de ne pas dépasser le salaire d'un ouvrier qualifié n'étant plus appliquée. Selon cette source, le but principal était d'éviter que les « militants qui deviennent élus constatent un changement dans leur rythme de vie » et en 2016 les contributions d'élus « représentaient 29 % des ressources » du PCF.
Les députés PCF « versent intégralement leur traitement pour la propagande de leur parti », précise la revue communiste  "Mineurs" en 1951, et ils ne disposent que du « salaire d'un ouvrier, 28000 francs par mois » soit 22 % du total, afin de rester « en contact permanent avec la classe ouvrière, ils l’aident dans son combat quotidien ». André Pierrard, élu député PC juste après la seconde guerre mondiale se souvient que la « première action de parlementaire » était de « signer au trésorier du PCF une décharge », pour lui abandonner 80% de la rémunération et ne conserver que la paie d'un « ouvrier spécialisé de la région parisienne », mais la femme d'Auguste Lecoeur se souvient aussi que lors de son emménagement à Paris en 1947, le PCF avait fourni du mobilier gratuit.
Le PCF se distingue des autres par le fait qu'il est « le parti des ouvriers », explique Maurice Thorez dans les "Cahiers du communisme" de décembre 1950. Entre 1951 et 1955 cependant, le tirage de la presse communiste est divisé par 3 et le nombre d'adhérents par 2, la chute étant importante chez les ouvriers.
Les enquêtes de 1954 et 1959 n'évoquent respectivement que 40,1 % et 40,3 % d’ouvriers chez les adhérents, auxquels s'ajoutent  4,8 % et 5,0 % d’ouvriers agricoles, dans une France qui n'a pas terminé son exode rural. En janvier 1967, Georges Marchais évoque dans un rapport « 60,1 % d’ouvriers (dont 43,4 % dans le privé et 13,5 % dans le public » mais ces chiffres incluent cette fois les retraités ex-ouvriers.
En 2017, le député LFI de la Somme, François Ruffin, annonce qu'il sera un "député smicard", qui reversera une partie de ses revenus à “des œuvres”, puis précise qu'il reçoit de l'Assemblée sur un compte un peu plus de 7 000 euros brut d'indemnités, dont 1200 virés sur son compte personnel, soit le SMIC net, le reste servant à payer ses impôts, tandis que les 3000 euros restants vont aux associations. Son collègue de LFI Alexis Corbière estime cependant que les sommes tirées de ses livres et films lui apportent d'autres revenus.

## L'ouvriérisme en France
À ses débuts dans les années 1920, le PCF a été un des principaux acteurs en Europe du tournant politico-organisationnel opéré en 1924 lors du Ve congrès de l'Internationale communiste, par « l'élaboration d'une éthique militante ouvriériste », axée sur « une réorganisation autour des cellules, notamment d'usine, la promotion d'une idéologie constituée comme science, le marxisme-léninisme, et la promotion de cadres ouvriers ».
Selon un livre publié en 1978 par les politologues français Olivier Duhamel et Henri Weber, peu avant l'entrée au Parti socialiste du second, consacré à une critique virulente du « gallo-communisme », l'ouvriérisme bolchevique « charrié par la IIIème internationale conforta l'ouvriérisme français déjà si fort au PCF » .
Les deux politologues ont évoqué en particulier dans ce livre le fond historique de cette notion, via « la nécessité originelle de l'ouvriérisme, dans ses deux composantes, tradition de lutte léguée par l'anarcho-syndicalisme et instinct de classe précédant l'organisation de classe »  mais pour estimer qu'il devait être dépassé.
Selon cette analyse se voulant un tournant politique, à la fin des années 1970, cet ouvriérisme du PCF s'accompagne d'une autre caractéristique marquante, l'étatisme, « deuxième trait du PCF légué par le type d'Etat », qui  « correspond à l'étatisation de la société française. Développé par la monarchie, renforcé par la Révolution française, l'hypertrophie de l'Etat a marqué l'ensemble du mouvement ouvrier », écrivent-ils, en estimant juste l'analyse de Louis Althusser voulant que le PCF ait « reproduit en son sein les structures de l'Etat et son rapport à la société civile ».
Selon eux, le PCF, au moment de la Seconde Guerre mondiale et des années qui l'ont précédée, « s'est fondé comme parti de classe et a repris l'ouvriérisme » pour se démarquer d'une « structuration du champ de l'hégémonie bourgeoise en France. ». Ces analyses s'inspirent de la définition par Charles Bettelheim d'un « ouvriérisme de la formation bolchévique », conçu dans les années 1920 en Union soviétique, notamment via Boukharine, partisan de la centralisation et de la concentration du capital dans un « trust capitaliste d’Etat », capable de « dépasser les contradictions proprement marchandes de l’économie capitaliste, c’est-à-dire les crises »,.

### Le roman populiste
Un prix littéraire français s'affirmant comme "populiste" est fondé en 1931 par Antonine Coullet-Tessier pour récompenser une œuvre romanesque qui « préfère les gens du peuple comme personnages et les milieux populaires comme décors à condition qu'il s'en dégage une authentique humanité ». Sa devise se veut aussi lapidaire qu'essentielle : « le peuple plus le style ». Beaucoup de ses héros vivent dans le milieu ouvrier.
Il sera rebaptisé en octobre 2012 "Prix Eugène-Dabit du roman populiste", le premier lauréat, auteur du célèbre L'Hôtel du Nord, après avoir entre-temps récompensé d'autres auteurs aussi prestigieux que Jules Romains (1932), Henri Troyat (1935), Jean-Paul Sartre (1940), Louis Guilloux (1942), René Fallet (1950) puis, Jean-Pierre Chabrol, Bernard Clavel, Clément Lépidis, Raymond Jean, Leïla Sebbar, Louis Nucéra ou encore Olivier Adam ou Dominique Fabre, dont une bonne part engagés en politique ou en journalisme, le fondateur expliquant dès 1929 la démarche:

« Nous voulons peindre le peuple, mais nous avons surtout l'ambition d'étudier attentivement la réalité. Et nous sommes sûrs de prolonger ainsi la grande tradition du roman français, celle qui dédaigna toujours les acrobaties prétentieuses, pour faire simple et vrai. »

— Léon Lemonnier, L’Œuvre, août 1929.

### L'art ouvriériste et les grèves de 1947 à 1950
Au moment des Grèves de 1947 en France, suivies de la Grève des mineurs de 1948, pour défendre le pouvoir d'achat, puis de la longue Grève des dockers de 1949-1950 en France visant la Guerre d'Indochine, la CGT organise un mouvement de soutien financier aux grévistes et à leurs familles, à travers tout le pays, et s'appuie sur la profusion d’œuvres d'art qui se sont inspirées de ces mouvements sociaux. Parmi leurs auteurs, des artistes qui avaient été engagés, au sein de la Résistance, dans le Front national des musiciens et le Front national des arts, fondé par André Fougeron, dont le premier métier était ouvrier d'usine avant de devenir professionnel de la peinture et par ailleurs engagé au Parti communiste français Lauréat en 1946 du Prix national des Arts et lettres (peinture), il voyage en Italie où il découvre les villes d'art, qui l'ont profondément influencé, avec un style plus axé sur la représentation que l'abstrait.
Sa toile Les Parisiennes au marché (musée d'art moderne de Saint-Étienne), choque une partie de la critique de presse, qui y voit « les accents d'un scandale » car elle évoque un « sujet social en cette période marquée par la vie chère », lorsqu'elle est présentée au Salon d'automne le 24 septembre 1948 mais c'est aussi le cas, selon la critique d'art Sarah Wilson, de la grande fresque de mineurs en grève Les Délégués, d'un autre peintre célèbre militant au PCF, Boris Taslitzky, ou des Pêcheurs à Ostende, et Edouard Pignon.
La presse prend argument que le PCF est alors isolé, au sein du monde politique, dans son soutien aux grèves, pour cataloguer ces œuvres comme relevant du "Réalisme socialiste", dont elles ne seraient qu'une déclinaison à française. Ce mouvement date, lui, de la fin des années 1920 avec la fondation de l'Union internationale des écrivains révolutionnaires (UIER) à Moscou en novembre 1927, dont une déclinaison n'avait été créée en France qu'en mars 1932, par Paul Vaillant-Couturier, qui fonde ensuite en 1935 la première Maison de la culture puis "L'Association des Maisons de la culture" lors du Front populaire. Entre-temps, Boris Taslitzky a lancé une "section des Peintres et Sculpteurs", organisatrice d'une « exposition des artistes révolutionnaires » du 27 janvier au 18 février 1934 suivie de la « querelle du réalisme » du printemps 1936, qui valorise la peinture figurative comme plus accessible aux ouvriers.
Début 1949, le poète Louis Aragon, très proche du secrétaire général du PCF Maurice Thorez se lance dans l'écriture d'une vaste fresque Les Communistes. Pour mieux le vendre, il lance une « bataille du livre », nom choisi en écho à la Bataille du charbon de 1945-1946, lors d'une réunion mi-juin 1949 au siège de la CGT, célébrée par la presse communiste : une dizaine de lecteurs, ouvriers ou employés, sont invités à commenter le Tome 1, publié depuis mai, face à Louis Aragon qui les écoute humblement.
Le débat est évoqué dans un article d'Auguste Lecoeur dans l'hebdomadaire communiste France nouvelle le lendemain, dont un passage scandalise les proches d'Aragon, qui le juge "ouvriériste": « Il paraît qu’il est très difficile d’écrire un livre comme celui d’Aragon. Je ne le pense pas […] Est-il plus difficile pour un homme de plume, membre du Parti, d’écrire en fonction des tâches qui lui sont imparties, qu’au militant politique et syndical de résoudre les problèmes politiques de l’heure en fonction des tâches fixées par la même orientation politique ? ».
Les proches d'Aragon estiment que Lecoeur le soupçonne de méconnaître la classe ouvrière et le poète répond dans La Nouvelle Critique de juillet 1949 qu'il « essaie de la connaître mieux qu’un certain nombre d’écrivains ». Derrière cet accrochage, le projet d'exposition artistique itinérante Au Pays des mines d'Auguste Lecoeur, qui n'aura finalement lieu qu'en 1951 dans une quinzaine de villes, en hommage à la Grève des mineurs de 1948, déclenchant à son tour une vaste polémique de presse, y compris dans la presse communiste. Louis Aragon dénonce cette exposition, notamment dans L'Art de parti en France, et le peintre André Fougeron disparait alors des publications communistes, où il est diabolisé en général. Peu avant cette publication, Louis Aragon, qui encensait jusque-là Fougeron, l'avait attaqué de manière virulente dans un article publié lors du salon d'automne 1953.

### Années 1950: Aragon fait la chasse à l'ouvriérisme
Cette exposition sera sévèrement critiquée par le poète communiste Louis Aragon, alors très proche personnellement du secrétaire général du PCF Maurice Thorez et de son épouse Jeannette Vermeersch. Louis Aragon estimait, selon son biographe Pierre Juquin, que le « grand défaut du mouvement ouvrier, c'est l'ouvriérisme » ,.
Le socialiste Jules Guesde, très influent avant la guerre de 14-18, en serait selon lui « le meilleur exemple » en raison du fait qu'il refusait de perdre du temps à défendre le capitaine Dreyfus, dans l'affaire éponyme, au motif qu'il était un bourgeois.
L'ouvriérisme, vu par Louis Aragon, se traduirait ainsi par « la méfiance à l'égard des écrivains », qui selon lui étaient souvent méprisés par Lénine. Lorsqu'il commence à ériger la lutte contre l'ouvriérisme comme une priorité pour les communistes, à partir de 1950, Louis Aragon lance l'idée du « rôle révolutionnaire des intellectuels ». Mais selon plusieurs auteurs, ce virage dans l'attitude d'Aragon s'explique principalement par le désir d'éliminer des rivaux des deux dirigeants du PCF, Maurice Thorez et Jacques Duclos.
Cette politique est cependant contre-productive : dans les années qui suivent l'audience du PCF chez les intellectuels baisse rapidement, et avec elle l'audience de la presse communiste, très puissante jusqu'en 1950, avec des centaines de journaux réunis dans l'Union française de l'information. Au cours de l'hiver 1949-1950, Louis Aragon avait défendu les procès staliniens en Europe de l'Est, alors que le général Primakov, le beau-frère de sa compagne Elsa Triolet, figurait parmi les accusés tandis que l'Union française de l'information avait censuré les victimes de ces procès. Le journal d'Aragon, Les Lettres françaises, avait alors subi la concurrence d'une floraison de nouvelles publications dénonçant ces procès, souvent sous la plume d'anciens du PCF qui avaient subi ou ont alors subi les purges politiques des années 1950 à la direction du PCF.

### Années 1960: du populisme à l'ouvriérisme
Le populisme littéraire de la Russie des années 1870, teinté d'ouvriérisme, est repris par des étudiants marxistes à partir du milieu des années 1960, influencés par les premiers livres du sociologue Pierre Bourdieu dénonçant l'inégalité des chances dans l'éducation, qui vont cette fois moins à la rencontre des paysans et artisans que des ouvriers de la grande industrie. C'est le mouvement des « établis », à l'image de Robert Linhart, qui entre en septembre 1968 comme ouvrier spécialisé dans l'usine Citroën de la porte de Choisy à Paris, et le racontera dans son ouvrage le plus célèbre, L'Établi, paru en 1978 aux Éditions de Minuit, tandis que sa fille Virginie Linhart s'intéressera aux milliers d'autres qui ont fait comme lui.

### XXIesiècle
L'identification du mépris de classe, dans certains discours de dirigeants d'entreprises ou de personnalités médiatiques, a eu pour conséquence une renaissance de l'ouvriérisme en France, à laquelle s'était opposée la direction PCF au début du XXIe siècle, malgré les mauvais résultats électoraux à l'époque du secrétaire général Robert Hue. L'ouvriérisme a notamment connu dans la seconde partie des années 2010 un regain de vigueur en France en même temps que se multipliaient les dénonciations par des militants syndicaux du mépris de classe à la télévision, notamment par l'ex-ouvrier devenu acteur Xavier Mathieu.

## Le courant politique de l'ouvriérisme en Italie
L'opéraïsme (dit parfois « ouvriérisme ») est un courant marxiste italien dissident, apparu en 1961 autour de la revue Quaderni Rossi fondée en 1961 par le socialiste dissident Raniero Panzieri. Le terme s'est formé à partir du mot italien operaio (ouvrier).
Les principaux théoriciens de ce courant sont Mario Tronti, Alberto Asor Rosa, Romano Alquati et Toni Negri, qui fondent ensemble en 1964 la revue Classe Operaia (« Classe ouvrière »).
Les principales organisations à se réclamer de l'opéraïsme sont Potere Operaio, Lotta Continua, Avanguardia Operaia et Autonomia Operaia.
Ce mouvement politique et intellectuel est lié aux particularités du contexte italien dans les années 1960. Au cours des années 1960, dans les usines des grandes villes industrielles du Nord, un décalage s'opère peu à peu entre les revendications de certains ouvriers et la pratique des syndicats. Ce décalage aboutit, dans plusieurs usines, à une rupture, surtout à partir de 1968, et à l'émergence de collectifs autonomes, comme les Comités Unitaires de Base (CUB). Les conflits sociaux se radicalisent encore et sont marqués, par exemple, aux événements de l’« automne chaud » de 1969, qui voit se dérouler de nombreuses grèves ouvrières « sauvages », c'est-à-dire hors du contrôle des partis et des syndicats.
Ce mouvement politique et intellectuel est lié aux particularités du contexte italien dans les années 1960. Au cours des années 1960, dans les usines des grandes villes industrielles du Nord, un décalage s'opère peu à peu entre les revendications de certains ouvriers et la pratique des syndicats. Ce décalage aboutit, dans plusieurs usines, à une rupture, surtout à partir de 1968, et à l'émergence de collectifs autonomes, comme les Comités Unitaires de Base (CUB).
Les conflits sociaux se radicalisent encore et sont marqués, par exemple, aux événements de l’« automne chaud » de 1969, qui voit se dérouler de nombreuses grèves ouvrières « sauvages », c'est-à-dire hors du contrôle des partis et des syndicats.